# كلير سوتون
كلير سوتون (بالإنجليزية: Claire Sutton)‏ هي مقدمة تلفزيونية بريطانية، ولدت في 25 مارس 1967.